# Nobuo Uematsu

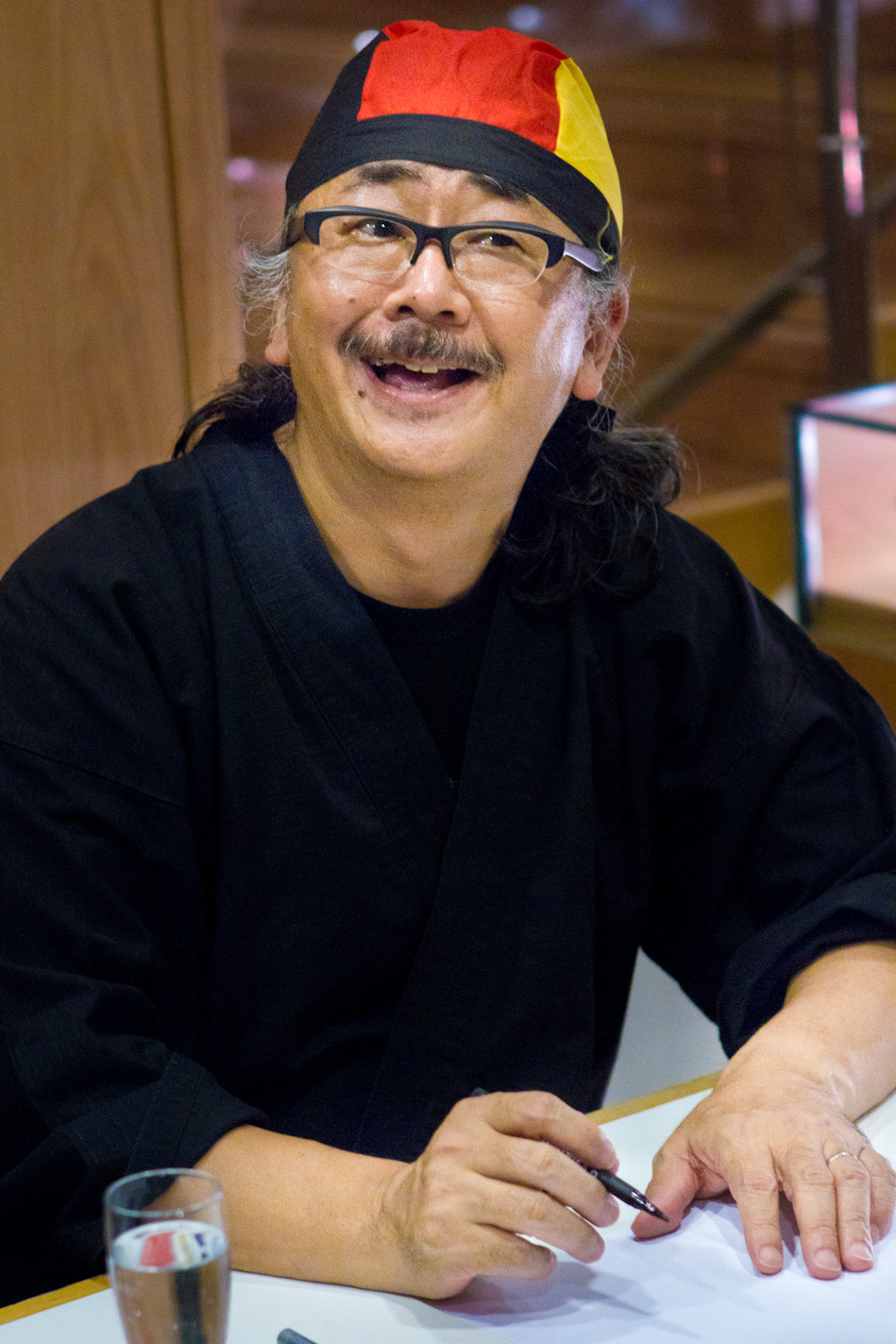
Nobuo Uematsu 2011 in Köln

Nobuo Uematsu (jap. 植松 伸夫 Uematsu Nobuo; * 21. März 1959 in Kōchi, Präfektur Kōchi) ist ein japanischer Komponist und Musiker, der Musik für Video- und Computerspiele und zuweilen auch für Filme komponiert.

## Biografie
Nachdem er die Oberschule abgeschlossen hatte, graduierte Uematsu von der Universität Kanagawa. Als Uematsu 22 wurde, trat er vielen Amateur-Bands als Keyboard-Spieler bei, merkte jedoch bald, dass ihm das Schreiben von Musik mehr zusagte als das Spielen. Daher begann er eine Karriere als Komponist und schickte Demo-Bänder an viele Unternehmen. Schließlich wurde er engagiert und schrieb Musik für Radio CM.
Im Jahre 1985 wurde Uematsu von einem Freund, der bei der Videospiel-Firma Square beschäftigt war, gefragt, ob er nicht Musik für einige Videospiele verfassen wolle. So begann Uematsu, Soundtracks zu schreiben, unter anderem für fast alle Spiele der bekannten Final-Fantasy-Reihe von Square/Square Enix. Bei diesen arbeitete er auch mit anderen Künstlern zusammen. Im November 2004 verließ er die Firma Square Enix, um als freischaffender Komponist zu arbeiten. Seine Firma hat den Namen Smile Please.
Die Musik von Nobuo Uematsu wurde in zahlreichen Konzerten zur Aufführung gebracht, so zum Beispiel in der Game Music Concert-Reihe in Japan ab 1991. Zudem 2003, 2004, 2006 und 2007 als Teil der Game-Concerts-Reihe in Leipzig, sowie in dem Konzert 20020220 Music From Final Fantasy oder der Tour de Japon 2004. Das Dear-Friends-Konzert 2004 in Los Angeles stellte das erste Final-Fantasy-Konzert außerhalb Japans dar. 2005 begann eine Dear-Friends-Tour durch die USA, Stationen waren unter anderem Chicago und San Francisco; mittlerweile wird seine Musik in den Final-Fantasy-Tourneen Distant Worlds und Final Symphony weltweit von Orchestern präsentiert. Darüber hinaus tritt Nobuo Uematsu persönlich auf die Bühne, wenn seine Band The Black Mages Rock-Arrangements von Final-Fantasy-Titeln spielt.
Zurzeit lebt Nobuo Uematsu mit seiner Frau Reiko in Japan.

## Soundtracks zu Videospielen
- 1986: King's Knight
- Apple Town Monogatari
- Hanjuku Eiyuu (NES)
- Square's Tom Sawyer
- 1987: Rad Racer
- 1987: Final Fantasy I
- 1988: Final Fantasy II – 2000 und 2002 Neuaufnahme von Tsuyoshi Sekito für die Wonderswan-Color- und PlayStation-Versionen
- 1989: Makaitoushi SaGa (englischer Titel The Final Fantasy Legend)
- 1990: Final Fantasy III
- 1991: SaGa 2 Hihou Densetsu (Final Fantasy Legend 2)
- DynamiTracer
- Hataraku Chocobo
- Cleopatra no Mahou
- Cruise Chaser Blassty
- 1991: Final Fantasy IV
- 1992: Final Fantasy V
- 1993: Romancing SaGa 2 – Mit Kenji Itō
- 1993: Final Fantasy VI
- 1995: Chrono Trigger – Mit Yasunori Mitsuda und Noriko Matsueda (Außerdem wirkte Tsuyoshi Sekito an der PlayStation-Version mit)
- 1997: Front Mission: Gun Hazard – Mit Yasunori Mitsuda und Junya Nakano
- Chocobo's Dungeon 2
- 1997: Final Fantasy VII
- 1999: Final Fantasy VIII
- 2000: Final Fantasy IX
- 2001: Final Fantasy X – Mit Masashi Hamauzu und Junya Nakano
- 2002: Hanjuku Eiyuu Tai 3D
- 2002: Final Fantasy XI – Mit Naoshi Mizuta und Kumi Tanioka
- 2006: Blue Dragon
- 2007: Lost Odyssey
- 2008: Super Smash Bros. Brawl – Titelthema
- 2010: Final Fantasy XIV[1]
- 2011: The Last Story
- 2012: Fantasy Life
- 2013: Oceanhorn: Monster of Uncharted Seas
- 2020: Final Fantasy VII Remake – Mit Masashi Hamauzu und Mitsuto Suzuki

## Auf Nobuo Uematsus Werken basierende Soundtracks
- 1996: Super Mario RPG: Legend of the Seven Stars – Musik von Final Fantasy IV arrangiert von Yōko Shimomura
- 1998: Ehrgeiz – Musik von Final Fantasy VII arrangiert von Takayuki Nakamura

## Andere Werke
- 1990: Final Fantasy: Pray – Mit Risa Ohki
- Phantasmagoria
- 1995: Final Fantasy: Love Will Grow – Mit Risa Ohki
- 2000: Oh! My Goddess: Der Film – mit Shiro Hamaguchi
- 2001: Over the fantasy – Mit Ueda Kana
- 2002: 20020220: Music from Final Fantasy – Final Fantasy Orchesterkonzert
- 2003: The Black Mages
- 2004: The Black Mages II – The Skies Above
- 2005: Final Fantasy VII: Advent Children
- 2008: The Black Mages III – Darkness And Starlight
- 2009: Musik zu Guin Saga (Anime)
- 2010: Nuss plays Uematsu – mit Benyamin Nuss
- 2021: „The Story of Blik-0“ in Fantasian (Musik und Geschichte)
- 2024: Merregnon: Heart of Ice (sinfonisches Märchen: Musik)

- diverse Klaviermusik